# Mistrzostwa Azji w Judo 2004
Mistrzostwa Azji w judo rozegrano w Ałmaty w Kazachstanie w dniach 15-16 maja 2004 roku, na terenie "Baluan Sholak Sports Palace".

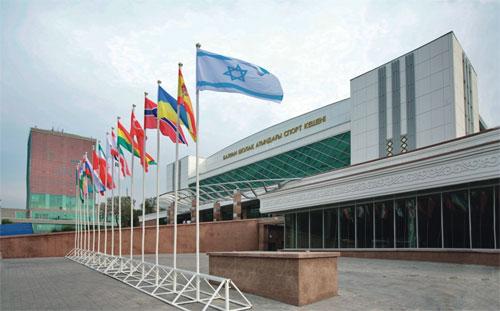

## Tabela medalowa
| Poz.  | Państwo          |    |    |    | Łącznie |
| ----- | ---------------- | -- | -- | -- | ------- |
| 1.    | Korea Południowa | 5  | 3  | 6  | 14      |
| 2.    | Japonia          | 4  | 2  | 9  | 15      |
| 3.    | Kazachstan       | 3  | 2  | 4  | 9       |
| 4.    | Chiny            | 3  | 2  | 2  | 7       |
| 5.    | Uzbekistan       | 1  | 1  | 4  | 6       |
| 6.    | Mongolia         | 0  | 3  | 1  | 4       |
| 7.    | Korea Północna   | 0  | 2  | 3  | 5       |
| 8.    | Iran             | 0  | 1  | 2  | 3       |
| 9.    | Indonezja        | 0  | 0  | 1  | 1       |
| Razem | Razem            | 16 | 16 | 32 | 64      |

## Mężczyźni
| Waga    | Złoto:                 | Srebro:               | Brąz:              | Brąz:                      |
| 60 kg   | Bazarbiek Donbaj       | Cho Nam-suk           | Tatsuaki Egusa     | Chaszbaataryn Cagaanbaatar |
| 66 kg   | Muratbiek Kipszakbajew | Gantömörijn Daszdawaa | Bang Gui-man       | Murat Kalikulov            |
| 73 kg   | Kim Jae-hoon           | Sagdat Sadykov        | Masahiro Takamatsu | Egamnazar Akbarov          |
| 81 kg   | Ramziddin Sayidov      | Reza Czahchandagh     | Kwon Young-woo     | Masahiko Tomouchi          |
| 90 kg   | Park Sun-woo           | Vyacheslav Pereteyko  | Krisna Bayu        | Hiroshi Izumi              |
| 100 kg  | Askat Żytkejew         | Jang Sung-ho          | Takeo Shoji        | Abbas Fallah               |
| +100 kg | Kim Sung-bum           | Keiji Suzuki          | Abdullo Tangriyev  | Jełdos Ichsangalijew       |
| open    | Hong Sung-hyun         | Jełdos Ichsangalijew  | Abbas Fallah       | Hidekazu Shoda             |

## Kobiety
| Waga   | Złoto:         | Srebro:                  | Brąz:             | Brąz:             |
| 48 kg  | Kayo Kitada    | Ri Kyong-ok              | Zhao Shunxin      | Tatjana Szyszkina |
| 52 kg  | Lee Eun-hee    | Xian Dongmei             | An Kum-ae         | Natsuko Kimijima  |
| 57 kg  | Liu Yuxiang    | Chiszigbatyn Erdenet-Od  | Kie Kusakabe      | Choe Hyon-ju      |
| 63 kg  | Ayumi Tanimoto | Lee Bok-hee              | Hong Ok-song      | Li Shufang        |
| 70 kg  | Masae Ueno     | Kim Ryon-mi              | Sagat Äbykiejewa  | Kim Mi-jung       |
| 78 kg  | Sae Nakazawa   | Liu Xia                  | Warwara Masiagina | Jo Su-hee         |
| +78 kg | Xue Fuyan      | Erdene-Ocziryn Dolgormaa | Choi Sook-ie      | Kei Eguchi        |
| open   | Xu Lihui       | Mika Sugimoto            | Cho Hye-jin       | Mariya Shekerova  |